# Saint-Auban-d’Oze
Saint-Auban-d’Oze ist eine französische Gemeinde im Département Hautes-Alpes in der Region Provence-Alpes-Côte d’Azur. Sie ging im März 2013 vom Kanton Veynes zum Kanton Serres, beide im Arrondissement Gap, über.

## Geographie
Sie grenzt
- im Norden an Veynes,
- im Osten an Châteauneuf-d’Oze und Esparron,
- im Süden und im Südwesten an Le Saix,
- im Westen an Oze.

## Bevölkerungsentwicklung

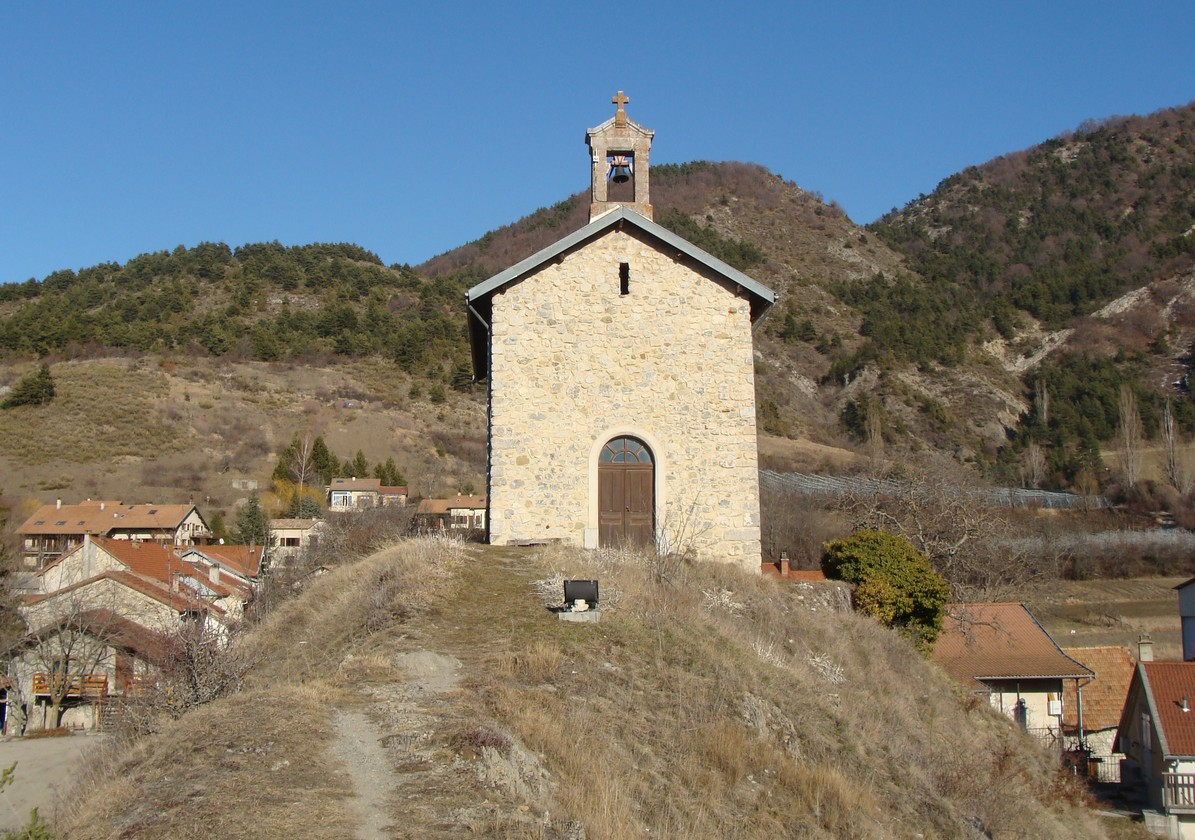
Kirche von Saint-Auban-d’Oze

| Jahr      | 1962 | 1968 | 1975 | 1982 | 1990 | 1999 | 2008 | 2012 |
| --------- | ---- | ---- | ---- | ---- | ---- | ---- | ---- | ---- |
| Einwohner | 57   | 52   | 40   | 59   | 64   | 67   | 68   | 71   |